# Friedemann Magaard
Friedemann Magaard (* 1965 in Flensburg) ist ein deutscher evangelisch-lutherischer Theologe.

Friedemann Magaard wurde 1965 als Sohn des Pastors Hans Magaard (1925–2016) und der Theologin Hildegund Magaard (1929–2007), geborene Zenk, in Flensburg geboren. Sein Bruder Gothart Magaard ist ebenfalls Theologe. Seit seinem siebten Lebensjahr spielt er Cello. Als Jugendlicher sang er im Kirchenchor. Den angestrebten Berufswunsch als Musiker verhinderte eine Sehnenscheidenentzündung. Er studierte evangelische Theologie in Bethel/Bielefeld, Heidelberg und Hamburg. Von 1992 bis 1994 absolvierte er das Vikariat im Predigerseminar in Breklum. Von 1994 bis 2007 war er Gemeindepastor in Lunden. Zugleich war er zehn Jahre für die Öffentlichkeitsarbeit im damaligen Kirchenkreis Norderdithmarschen verantwortlich. Von 2005 bis 2007 absolvierte er eine Organisationsentwickler-Ausbildung im Zentrum für Organisationsentwicklung und Supervision in Friedberg. Magaard war von 2007 bis 2008 als Referent für Organisationsentwicklung und Personalentwicklung im Evangelischen Regionalzentrum Westküste tätig.
Von 2009 bis 2018 war er theologischer Leiter und Geschäftsführer für das Christian Jensen Kolleg in Breklum. Er wurde 2015 zum Vorsitzenden der Kammer für Dienste und Werke der Nordkirche gewählt. Seit 1. März 2018 ist er Pastor an der Marienkirche in Husum. Er kandidierte 2023 für die Nachfolge seines Bruders Gothart Magaard als Bischof im Sprengel Schleswig und Holstein, konnte sich jedoch gegen Nora Steen nicht durchsetzen. Er veröffentlicht seit 1999 Radioandachten. Magaard ist Mitglied der 13. Synode der EKD, sowie Mitglied der Landessynode der Evangelisch-Lutherischen Kirche in Norddeutschland und Vorsitzender im Ausschuss für Frieden und Gerechtigkeit der Landessynode der Nordkirche. Am 20. Februar 2025 wurde er zum Vize-Präses der Landessynode der Nordkirche gewählt. Er bereitete die von der Landessynode im Mai 2022 beschlossene Friedenserklärung als Reaktion auf den Ukrainekrieg mit vor. Er war 2013 Herausgeber einer Textsammlung Søren Kierkegaards.
Er ist verheiratet und hat drei erwachsene Kinder.

## Veröffentlichungen
- Wie werde ich ein Christ? Søren Kierkegaard – Texte vom Glauben. Mit Bildern von Renate Menneke. Präsenz Kunst & Buch, Hünfelden 2013, ISBN 978-3-87630-225-6.
- Das neue Wahlrecht der Nordelbischen Kirche. Kirchenwahlen 2008/2009, Analysen, Erkenntnisse, Konsequenzen. Dokumentation einer Fachtagung im Christian Jensen Kolleg Breklum, 22. April/27. Oktober 2009. AfÖ, Hamburg 2010.
- Predigt am 1. November 2009 in Breklum über Matthäus 5, 2–10. In: Hans-Christoph Goßmann (Hrsg.) Reformatio viva. Festschrift für Bischof em. Dr. Hans Christian Knuth zum 70. Geburtstag (= Jerusalemer Texte. Band 3). Bautz, Nordhausen 2010, ISBN 978-3-88309-579-0, S. 183–187.
- Was wäre, wenn der Geist wieder wehte? In: Hans-Christoph Goßmann und Michaela Will (Hrsg.): „Siehe, wie gut und schön es ist, wenn Geschwister beieinander wohnen“. Festschrift für Wolfgang Seibert (= Jerusalemer Texte. Band 18). Bautz, Nordhausen 2017, ISBN 978-3-95948-271-4, S. 197.